# Trbušani
Trbušani (en serbe cyrillique : Трбушани) est une localité de Serbie située sur le territoire de la Ville de Čačak, district de Moravica. Au recensement de 2011, elle comptait 1 951 habitants.
Trbušani est officiellement classé parmi les villages de Serbie.

## Démographie

### Évolution historique de la population
| 1948 | 1953 | 1961 | 1971  | 1981  | 1991  | 2002  | 2011  |
| ---- | ---- | ---- | ----- | ----- | ----- | ----- | ----- |
| 530  | 587  | 796  | 1 304 | 1 690 | 1 789 | 1 830 | 1 951 |

|  |